# 경사대학당

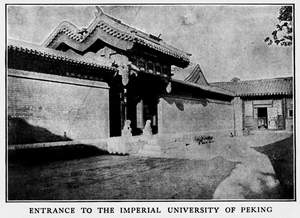
1898년 경사대학당 정문

경사대학당(京師大學堂)은 중국 최조의 종합 고등교육 기관 중 하나이다. 현재 북경대학(北京大學)과 북경사범대학(北京師範大學)의 공동 전신이다. 경사대학당은 청(淸) 광서제(光緖帝)가 유(諭)를 내려 1898년 창립하였다. 목적은 '서문서예(西文西藝)'를 가르치는 것이었다. 경사대학당은 천진대학(天津大學)의 전신인 북양대학당(北洋大學堂), 서남교통대학(西南交通大學)의 전신 산해관북양철로관학당(山海關北洋鐵路官學堂), 상해교통대학(上海交通大學)과 서안교통대학(西安交通大學)과 양명교통대학(陽明交通大學)의 전신 남양공학(南洋公學), 사천대학(四川大學)의 전신 사천중서학당(四川中西學堂)과 함께 동시기 근대 신식 고등교육기관이었다.

## 역사

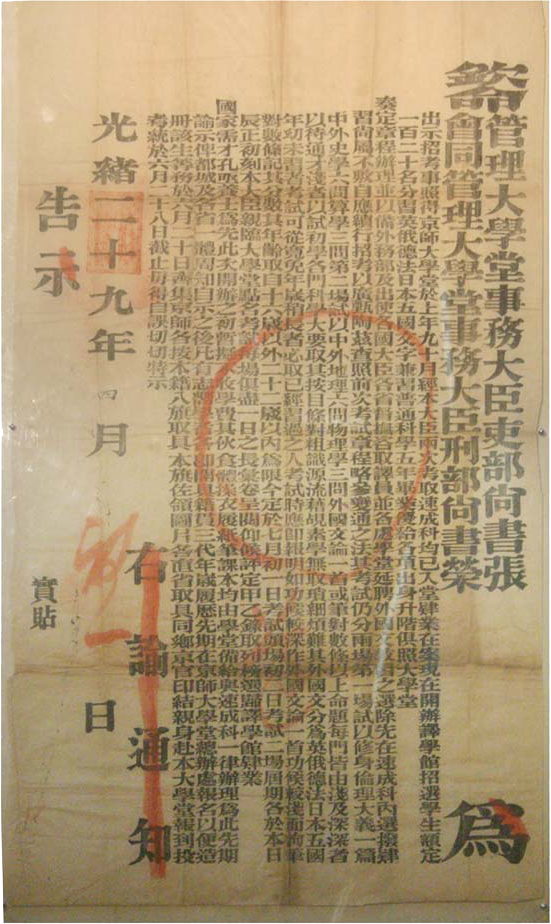
이전에 중국에서 유일하게 발견된 경사대학당 광서 29년(1903) 학생 초빙 공고

1898년 광서제는 손가내(孫家鼐)에게 북경(北京)에 경사대학당 건립을 재가하였고, 다시 양계초(梁啓超)에게 칙령을 내려 경사대학당 역서국(譯書局) 사무를 담당하게 하였다. 처음 학교 부지는 북경시 경산동가(景山東街, 원래 마신묘馬神廟)와 사탄(沙灘, 현재 자금성 동북) 홍루(紅樓, 현재 북경 54대가五四大街 29호) 등이었다. 양무(洋務) 교육을 담당하는 것도 전통 문과(文科)를 중시하여 중국 제일 신식 현대 대학으로 칭송되었다. 허경징(許景澄)이 중학총교습(中學總敎習)으로, 미국 선교사 정위량(丁韙良)이 서학총교습(西學總敎習)으로 임명되었다.
1900년, 의화단사건(義和團事件)으로 팔국연군(八國聯軍)이 북경을 공격한 후, 경사대학당 총교습 겸 관학대신(京師大學堂總敎習兼管學大臣) 허경징은 의화단 토벌을 간언하였으나 오히려 서태후(西太后)에 의하여 야채 시장 입구에서 참수되었고, 경사대학당의 계통은 파괴되었다. 연합군이 북경성에 진격한 후 학생들은 피난을 갔고 대학당도 점령되면서 운영이 중지되었다. 1901년, 서태후는 경사대학당 중건을 명령하였고, 속성과(速成科)를 먼저 설치하면서 그 아래에 사학관(仕學館)과 사범관(師範館)을 두었다. 사범관은 먼저 학생을 초빙하고 다음해인 1902년 12월 17일 정식으로 개학하였는데 부지는 경산동가 마신묘(馬神廟)였다. 이부상서(吏部尙書) 장백희(張百熙)가 관학대신으로 임명되었다. 오여륜(吳汝綸)과 고홍명(辜鴻銘)이 각각 정총교습과 부총교습으로 임명되었고, 엄복(嚴復)과 임서(林紓)는 경사대학당 역서국 총판(總辦)과 부총판을 맡았다. 1862년 양무운동기에 열었던 경사동문관(京師同文館)도 경사대학당으로 들어갔다. 1904년 사범관은 우급사범과(優級師範科)로 바뀌었고 그해 47명의 학생을 선발하여 해외 유학을 보내었다.
1908년 5월, 경사대학당 우급사범과는 경사우급사범학당(京師優級師範學堂)으로 개명하였는데 부지는 창전오성학당(廠甸五城學堂)으로 옮겼다. 이는 최초로 중국 고등사범학교가 독립하여 세워진 것이었다. 1912년 5월, 경사우급사범학당은 북경고등사범학교(北京高等師範學校)로 개명하였다. 이는 북경사범대학의 전신이다. 우급사범과가 독립하여 세워진 후 경사대학당은 1912년 (신해혁명 성공 이후) 먼저 북경대학교(北京大學校)로 개명하고, 후에 다시 북경대학(北京大學)으로 개명하여 지금까지 이르고 있다.
청 제국의 재정 부족으로 서태후는 대학당에 대하여 투자를 충분히 하지 않았다. 청말 진천화(陳天華)의 『맹회두(猛回頭)』에는 경사대학당에 대하여 다음과 같이 언급하였다. "누구든 말하지 말지어다, 경성에 한 대학당을 설립하는데에는 30만 은자가 들어야 하는데 정부는 비용이 크다 하니 지금까지 못 짓고 있다. 황태후가 이화원을 복원하는데 수천 만 은자인데도 조달하였다. 매년 능묘 참배에 수백 만이 든다 하여도 있다고 한다. 유독 이 30만은 설마 못 찾겠다고 말할까?(他且莫講, 京城修一個大學堂, 要費三十萬銀子, 政府說費用大了, 至今未修. 皇太后復修頤和園數千萬銀子也辦出來了. 每年辦陵差, 動輒數百萬, 亦是有的. 獨有這三十萬, 難道說尋不出呢?)"
국자감(國子監)과 과거(科舉) 제도가 철폐된 이후, 경사대학당 성립 이후, 경사대학당은 중국 유일의 관방 최고 학부(學府)이자 관방 교육 행정기구가 되었고, 각 방면 우수한 선비들이 경사대학당에 투신하면서, 직능과 학통 등에서 경사대학당과 국자감 사이의 전승이 드러났고, 이로 인하여 적잖은 학자들이 모두 경사대학당(북경대학)은 중국 태학(太學)의 정통 계승자라고 인정하였다. 1948년 호적(胡適)은 『북경대학50주년(北京大學五十周年)』에서 "나는 이전에 말하였듯 북경대학은 역대 태학의 정식계승자이다(我曾說過, 北京大學是歷代的『太學』的正式繼承者)"라고 말하였다. 호적 이외에 풍우란(馮友蘭), 임계유(任繼愈), 주배원(周培源), 계선림(季羨林), 소초연(蕭超然) 등의 학자와 교수도 북경대학이 '태학연원(太學淵源)'이라는 설에 동의하였다.

## 같이 보기
- 북경대학

## 参考文献
1. ↑  “【多圖．趣史】北大前身「京師大學堂」：晚清對教育的最後一搏”. 《香港01》.
2. ↑  “北京师范大学留学生办公室：校史沿革”. 2021년 1월 2일에 원본 문서에서 보존된 문서. 2020년 5월 4일에 확인함.